# Jacqueline Duchemin
Pour les articles homonymes, voir Duchemin.
Jacqueline Duchemin, née le 20 mai 1910 à Bayonne et morte le 19 novembre 1988 à Labenne , est une helléniste française.

## Biographie
Ancienne élève de l'École normale supérieure (promotion 1931), agrégée de lettres (1933) et docteur ès lettres, professeur de grec ancien, elle est en particulier spécialiste de la poésie grecque et elle a mis en lumière les liens entre la mythologie grecque, telle qu'elle apparaît dans les œuvres d'Hésiode, d'Eschyle ou d'Ovide, avec les mythologies du Proche-Orient ancien,.
Dans son ouvrage, La houlette et la lyre I: Hermès et Apollon, recherche sur les origines pastorales de la poésie, elle montre que le pastoralisme tient une place centrale dans la genèse de la poésie grecque.

## Publications
- L'Agon dans la tragédie grecque, Paris, les Belles lettres, 1945
- Pindare poète et prophète, Paris, les Belles lettres, 1955
- La houlette et la lyre I: Hermès et Apollon, recherche sur les origines pastorales de la poésie, Paris, les Belles lettres, 1960[7],[8]
- Prométhée: histoire du mythe, de ses origines orientales à ses incarnations modernes, Paris, les Belles lettres, 1974
- Mythes grecs et sources orientales, Paris, les Belles lettres, 1996